# アッリアの戦い
アッリアの戦い（アッリアのたたかい）は、ガリア人が初めてイタリアを侵略した際に起きた戦いである。テヴェレ川の支流のアッリア川付近で行われた。この戦いでローマ側が敗北し、ガリア人がローマを略奪する経路が開かれた。

## 背景
ガリアのセノネス族はそれ以前からアペニン山脈を越えて新たな定住地を捜し求めていた。彼らはクルシウム（現在のキウージにあたるエトルリア人の町）の周辺に野営し、土地の使用権について交渉を開始した。クルシウム市民はセノネス族に脅迫されていると感じ、そのころエトルリアにまで軍事的影響力を及ぼしつつあったローマに助けを求めた。戦争が続いて弱っていたローマは、協議のためにファビウス氏族の3人兄弟を大使として派遣した。
協議が不調に終わると、クルシウムは兵を繰り出してセノネス族を追い払おうとした。ローマの歴史家リウィウスは、この時点でローマからの大使が万民法を破り（万民法には、大使と外交官は中立であることを宣誓することが記されている）、セノネス族に対して武器をとったと記している。大使の1人で有力なパトリキでもあるクイントゥス・ファビウスはガリア人のリーダーの1人を戦闘で殺してしまった。セノネス族は大使の宣誓が破られたことに気づき、今後の対応を協議するため戦闘はいったん終結した。
セノネス族は自らも大使を立ててローマに送り込み、宣誓を破ったファビウス兄弟の引渡しを迫った。リウィウスによれば、元老院はこの要求を正当なものと認識していたが、責任逃れのために引き渡しの是非を民会に投げ、民衆は三人を引き渡すどころか翌年の執政武官に指名したという。ガリア人大使は当然ながら憤慨した。怒ったセノネス族は蒙った侮辱に対して復讐するため、ローマとの戦争を決意した。
セノネス族はクルシウムからローマまで130kmを進軍した。リウィウスはこの行程を次のように記している。

「予想に反してケルト人（ガリア人）は（道中の地方民に）害を及ぼさず、略奪もしなかったが、都市の近くを通った際にはローマに進軍していること、ローマ人にのみ宣戦布告することを叫び、それ以外の人々は友人だと叫んだ」

そうして、セノネス族はローマ軍とローマの北18kmの地点で遭遇し、アッリアの戦いが始まった。

## ローマの大敗

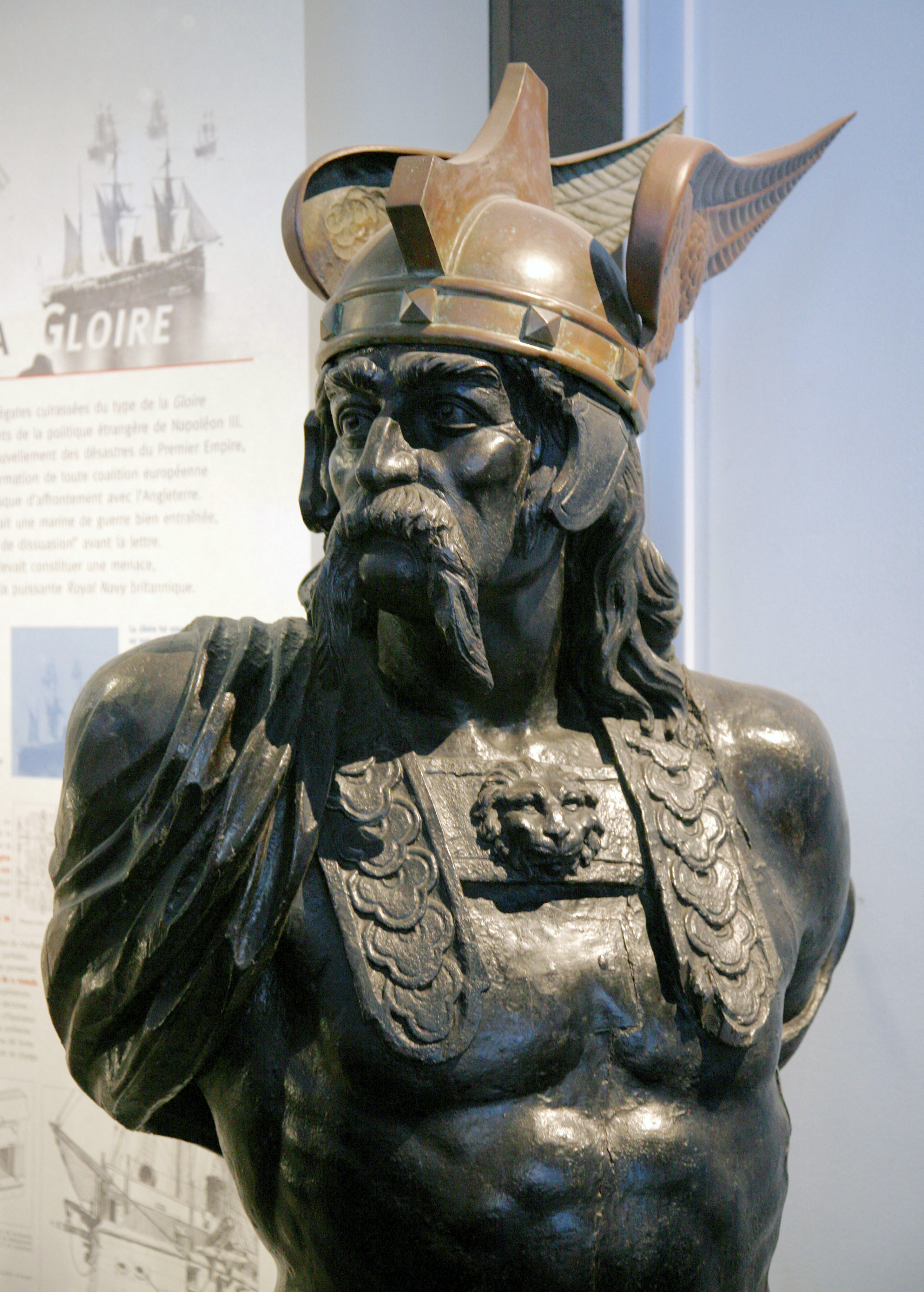
アッリアの戦いでガリア人を率いたブレンヌス

ウァロの著作によれば、この戦いは紀元前390年7月18日に起きたとされているが、実際には紀元前387年と推定される。約2万4千人のローマ兵がクイントゥス・スルピキウスの指揮でブレンヌスの指揮するほぼ同人数のセノネス族と戦った。ローマ側はセノネス族のローマ進軍を阻止すべく、アッリア川に6個の軍団を配置した。当時、1軍団は4,200名の兵士で構成されていたが、定員を満たしていることは滅多になかった。当時のローマ軍は市民軍であり、ギリシア風の密集陣形をとってその中央に重装歩兵（裕福なローマ人）がいて、外側にいくほど貧しい者が貧弱な武装で取り囲んでいた（各兵士は自分の装備を自分で用意した）。ガリア側が攻撃を開始すると、密集陣形の側面の兵は逃げ出し、中央のローマ人が取り囲まれ、殺された。陣形の中央には年上の市民が多く、彼らを失ったことがその後の流れに大きく影響した。
逃げ出した兵士たちはパニック状態でローマに逃げ帰った。リウィウスは「全てはローマに急いで戻り、門も閉じずに議事堂に避難した」と記している。ローマでは市民がカンピドリオにバリケードを築いていた。ガリア側は正面攻撃を試みたが失敗し、丘の中腹で休止したが、ローマ側の機転の効いた反撃で多くの犠牲を出すことになった。このとき、ウェイイのローマ兵が元老院に対してマルクス・フリウス・カミルスの独裁官への復職を求めるメッセージを届けるためやってきて、ガリア人が無視していた急な崖を登っていった。メッセンジャーは元老院の承認を得て戻ったが、このときガリア側がそのメッセンジャーの使ったルートに気づいた。伝説によるとマルクス・マンリウス・カピトリヌスはユーノーの聖なるガチョウにガリアがその経路で攻撃してくることを知らされた。カンピドリオ以外の市内は略奪され、ガリア側にことごとく破壊された。マルクス・フリウス・カミルスが救助部隊と共にかけつけたとされているが、これは敗北の屈辱を糊塗するローマ側の宣伝かもしれない。ガリア側は包囲攻撃の準備ができていなかったと見られ、死者を埋葬しなかったため伝染病が発生した。ブレンヌスとローマ側は停戦協定の協議に入り、ローマ側が金1000ポンドを支払うことで合意した。言い伝えによると、さらに侮辱を与えるためブレンヌスが通常より重い重りで金を量らせようとしていたことが発覚した。ローマ側がこれを指摘すると、ブレンヌスは自分のベルトと剣を秤の重り側に投げかけ、ラテン語で "vae victis"（征服された者に災いあれ）と言ったという (Livy V. 48)。
何人かのローマ史家によると、カミルスが部隊と共に到着したのはまさにこの瞬間であり、剣を秤のもう一方に置いて「金ではなく、鉄こそが祖国を回復させる」と応え、ガリア側への攻撃を開始した。戦闘はローマ市街に拡大したが、狭い通りではどちらも満足に戦えなかった。双方の軍は市外に出て、翌日戦った。カミルス軍は期待通りに善戦し、ガリア軍は退却した。ローマ市民はカミルスを「第二のロームルス」すなわちローマ第二の建国者と呼んだ。

## 回復と改革
当時のローマは、王政ローマ時代の支配者であるエトルリア人がローマに強大な防御力を与えないため、かつてあった城壁を徐々に取り除いたせいで有効な壁が全くなかったと推測される。包囲されローマ全体がほぼ破壊されたことから、ローマ人はセルウィウス城壁を強化した。
また、軍隊組織の再編成も開始された。ギリシア風のファランクス（密集陣形）用の槍をやめ、より実用的で標準化した鎧と武装を採用した。貴族階級を代表していた主要な歩兵の多くが戦死したため、ローマ社会の重要なメンバーを最前線にさらす必要はないという風潮が生まれた。このため、トリアリイ (triarii) という軍団が結成されるようになり、最後列を担うようになった。
多くの歴史家は、このセノネス族の侵入からローマは兵器技術と戦術の重要さを学んだと推測している。1つの部族ではあるが、セノネス族はより大きなケルト人（またはガリア人）の一部であり、彼らはもっと優れた武器や戦術を使ってくるかもしれない。特にケルト人やガリア人は重くて長い剣を使い、全身を隠せる盾を持ち、盾同士を繋げて大きな防壁にできる（のちの歴史家はこの戦術を "tortoise" と名付けた）。
その後第二次サムニウム戦争でも敗北を味わったローマは、そこでも敵方の新しい戦術と陣形を目にし、柔軟性の強化の必要性が認識され、軍団を3つの隊列に再編成するようになった。前列をハスタティ、中列をプリンキペス、後列をトリアリイとし、それぞれマニプルス（中隊）を単位として構成されるようになった。これを「マニプルス陣形 (manipular formation)」と呼ぶ。最前列（ハスタティ）の軽装歩兵は最大2年間の任期で、敵陣に投槍を投げ、後ろに下がる。経験を積んだ歩兵（ハスタティまたはプリンキペス）は重い槍と短剣と盾を装備している。さらに経験を積んだトリアリイは後列に位置し、他が1中隊120人なのに対して、1中隊60人で構成される。トリアリイは重装歩兵の武装である。ローマは最も若い軽装歩兵が戦闘でなるべく生き延びるようにし、戦闘によって教育していく軍隊を作った。
この軍事システムはその後の全てのローマ軍の基本となり、数世紀の間存続し、ローマ帝国を成立させる一因となった。
ローマが再びローマ人以外の敵に蹂躙されるのは、紀元410年のことである（アラリック1世）。